# چارلز مدن، بارونت اول
چارلز مدن، بارونت اول (انگلیسی: Sir Charles Madden, 1st Baronet; ۵ سپتامبر ۱۸۶۲ – ۵ ژوئن ۱۹۳۵) افسر نیروی دریایی سلطنتی بود که در طول جنگ جهانی اول به عنوان رئیس ستاد سر جان جلیکو در ناوگان بزرگ از سال ۱۹۱۴ تا ۱۹۱۶ و به عنوان فرمانده دوم ناوگان تحت فرماندهی سر دیوید بیتی از سال ۱۹۱۶ تا ۱۹۱۹ خدمت کرد. او پس از جنگ فرمانده کل ناوگان اقیانوس اطلس بود و در اواخر دهه ۱۹۲۰ به عنوان لرد اول دریا خدمت کرد. در آن نقش، برای جلوگیری از مسابقه تسلیحاتی، او برابری با ایالات متحده را در قالب ۵۰ رزم‌ناو پذیرفت و از موقعیت خود بر این اساس دفاع کرد که در واقع او فقط ۴۸ رزم‌ناو داشت.